# Colostygia brunnescens
Colostygia brunnescens là một loài bướm đêm trong họ Geometridae.